# Уилям Фиктнър
Уилям Фиктнър (роден 27 ноември 1956 в Иист Мидоу, Ню Йорк) е американски актьор.
Фиктнър участва в множество филми. Най-голям успех той печели с участието си в американския сериал „Бягство от затвора“ с ролята на Алекзандър Махоун. Участва в сериали няколко големи филма, които не са касов успех, но печели възторга на критиката и публиката, като Счетоводителя в Drive angry (2011) или Буч Кавендиш в The lone ranger (2013).
Уилям Фиктнър е женен два пъти. През 1996 г. от първия си брак с Бетси Айдем има един син, Сам. За втори път се жени през 1998 г. за Кимбърли Калил Фичнър, заедно имат също един син. По вероизповедание официално е православен, вторият му син се казва Вангел.
От 2003 г. е посланик на американското сдружение срещу множествена склероза.

## Филмография
- 2016: Денят на независимостта: Нова заплаха
- 2014: Костенурките нинджа
- 2014: Водачът
- 2013: Престъпления без граници ТВ сериал
- 2013: Елизиум
- 2013: Самотният рейнджър
- 2013: Фантом
- 2012: Seal Team Six: The Raid on Osama Bin Laden
- 2012: Wrong
- 2011: С мръсна газ
- 2010: Антураж ТВ сериал
- 2008: Черният рицар
- 2007: Остриетата на славата
- 2006: Първи сняг
- 2006: Ултравайлет
- 2006: Бягство от затвора  ТВ сериал
- 2005: Свободна игра
- 2005: Dirty Movie
- 2005: Нашествие  ТВ сериал
- 2005: Empire Falls
- 2005: Девет живота
- 2005: Мистър и мисис Смит
- 2005: Чистачът
- 2004: Сблъсъци
- 2002: Еквилибриум
- 2002: MDs  ТВ сериал
- 2001: Блек Хоук
- 2001: Лош късмет
- 2001: Пърл Харбър
- 2000: Перфектната буря
- 2000: Раздвоение
- 2000: Der Fall Mona
- 2000: Endsville
- 1999: Давай
- 1998: Армагедон
- 1997: Switchback
- 1997: Контакт
- 1996: Алигатор албинос
- 1995: Жега
- 1995: Странни дни
- 1995: The Underneath
- 1995: Виртуален убиец
- 1994: Телевизионно състезание
- 1987 – 1993: As The World Turns  ТВ сериал